# Свинцовый полоз
Свинцовый полоз, или разноцветный полоз Реюсса (лат. Hemorrhois nummifer), — вид змей из семейства ужеобразных.
Общая длина достигает 120—160 см. Голова чётко отграничена от тонкой шеи. Кончик морды тупо закруглён. Верхняя сторона туловища имеет буровато-серую или серовато-коричневую окраску. Рисунок очень изменчивый. Вдоль спины проходит ряд бурых, буровато-коричневых или почти чёрных, поперечных или косых полосок, в некоторых местах они сливаются в одну сплошную зигзагообразную полосу. Мелкие пятна того же цвета проходят 1-2 рядами по бокам тела. На верхней стороне головы небольшие в светлой окантовке, пятна, образуют правильный рисунок. Нижняя сторона туловища серовато-белая или розовая с тёмными пятнышками. У молодых особей брюхо желтовато-розовое. 

## Ареал
Обитает на островах Кипр, Родос, Ксантос, в Анатолии, на Ближнем Востоке, включая Синайский полуостров, в северо-восточном Египте, северном Ираке, северо-восточном Иране, в Армении, в Средней Азии (Туркменистан, Узбекистан, Таджикистан) до Киргизии и восточного Казахстана.
Встречается на высоте до 1300 метров над уровнем моря на каменистых склонах, скалах, поросших кустарником, в зарослях вдоль берегов рек. Прячется в пустотах и трещинах в почве, под камнями, в скалах и лёссовых обрывах, норах грызунов, береговых ласточек и черепах. 
В случае опасности громко шипит и пытается скрыться. Будучи пойманным, полоз кусается, слюна может вызвать лёгкое отравление у человека. 
После зимовки появляется в конце марта — начале апреля. Питается ящерицами, птенцами, мелкими млекопитающими.

## Размножение
Яйцекладущая змея. Самка в июне—июле откладывает 5—12 яиц. В середине — конце сентября появляются молодые полозы длиной 19—22 см.